# حطان بن عبد الله الرقاشي
حطان بن عبد الله الرقاشي. البصري. أحد رواة الحديث الثقات، وكان تابعيًا جليلًا صالحًا من المتقشفين، مات بين السبعين إلى الثمانين. في خلافة عبد الملك بن مروان في ولاية بشر بن مروان على العراق.

## روايته للحديث النبوي
- رَوَى عَن: عبادة بن الصامت، وعلي بن أبي طالب، وأبي الدرداء، وأبي موسى الأشعري.
- رَوَى عَنه: إبراهِيم بن العلاء أبو هارون الغنوي، والحسن البصري، وأبو مجلز لاحق بن حميد، ويونس بن جبير.[3][4]

## أقوال العلماء فيه
الجرح والتعديل
- أحمد بن صالح الجيلي: ثقة.
- ابن حجر العسقلاني: ثقة.
- الذهبي: ثقة، كبير القدر صاحب ورع.
- علي بن المديني: ثبت.
- محمد بن سعد كاتب الواقدي: ثقة قليل الحديث.